# Distrito do Enz
O Distrito do Enz (em alemão:  Enzkreis) é um distrito da Alemanha, na região administrativa de Karlsruhe, estado de Baden-Württemberg.

## Cidades e Municípios
- Cidades:

1. Heimsheim
2. Knittlingen
3. Maulbronn
4. Mühlacker
5. Neuenbürg

- Municípios:

1. Birkenfeld
2. Eisingen
3. Engelsbrand
4. Friolzheim
5. Illingen
6. Ispringen
7. Kämpfelbach
8. Keltern
9. Kieselbronn
10. Königsbach-Stein
11. Mönsheim
12. Neuhausen
13. Neulingen
14. Niefern-Öschelbronn
15. Ölbronn-Dürrn
16. Ötisheim
17. Remchingen
18. Sternenfels
19. Straubenhardt
20. Tiefenbronn
21. Wiernsheim
22. Wimsheim
23. Wurmberg